# Seznam řek v Estonsku
Seznam řek v Estonsku (estonsky řeka Jõgi) obsahuje řeky, které mají na území Estonska délku 100 km a více a také některé kratší.

## Tabulka řek
| Poř. | Řeka           | Délka (km) | Povodí (km²) | Ústí do          | Ústí kde             |
| ---- | -------------- | ---------- | ------------ | ---------------- | -------------------- |
| 1.   | Võhandu jõgi   | 162        | 1 420        | Lämmijärv        | ... (Estonsko)       |
| 2.   | Pärnu jõgi     | 144        | 6 920        | Pernovský záliv  | Pärnu (Estonsko)     |
| 3.   | Põltsamaa jõgi | 135        | 1 310        | Pedja jõgi       | ... (Estonsko)       |
| 4.   | Pedja jõgi     | 122        | 2 719        | Emajõgi          | ... (Estonsko)       |
| 5.   | Keila jõgi     | 116        | 682          | Lohusuuský záliv | Keila-Joa (Estonsko) |
| 6.   | Kasari jõgi    | 112        | 3213         | Matsaluský záliv | ... (Estonsko)       |
| 7.   | Pirita jõgi    | 105        | 799          | Tallinnský záliv | Pirita (Estonsko)    |
| 8.   | Emajõgi        | 101        | 9 960        | Čudské jezero    | ... (Estonsko)       |
| 9.   | Navesti jõgi   | 100        | 3 000        | Pärnu jõgi       | ... (Estonsko)       |
| 10.  | Piusa jõgi     | 95         | 796          | Pskovské jezero  | ... (Rusko)          |
| 11.  | Väike-Emajõgi  | 82         | 1 380        | Võrtsjärv        | ... (Estonsko)       |
| 12.  | Narva jõgi     | 75         | 56 200       | Narvský záliv    | ... (Estonsko/Rusko) |
| 13.  | Kunda jõgi     | 69         | 530          | Kundský záliv    | ... (Estonsko)       |
| 14.  | Koiva jõgi     | 20         | 8 900        | Rižský záliv     | ... (Lotyšsko)       |